# اپلتون (مینه‌سوتا)
اپلتون، مینه‌سوتا (به انگلیسی: Appleton, Minnesota) یک شهر در ایالات متحده آمریکا است که در مینه‌سوتا واقع شده‌است.

## خصوصیات
اپلتون ۵٫۲۸ کیلومترمربع مساحت و ۱٬۴۱۲ نفر جمعیت دارد و ۳۰۷ متر بالاتر از سطح دریا واقع شده‌است.